# Prignitz
La Prignitz est un territoire allemand situé au nord-ouest du Brandebourg.
Une petite partie du territoire historique de la Prignitz se trouve dans l’actuel État du Mecklembourg-Poméranie-Occidentale, près de Ludwigslust et Parchim, ainsi qu’en Saxe-Anhalt, près d’Havelberg. La partie occidentale de la Prignitz historique recouvre surtout l’arrondissement de Prignitz et une partie de l’arrondissement de Prignitz-de-l’Est-Ruppin.

## Géographie
Cette région est couverte de prés, de champs, de forêts et de vallées. Ses villes les plus importantes sont Wittenberge, Perleberg, Pritzwalk, Wittstock et Kyritz. On parle encore le bas allemand dans les villages.

## Histoire

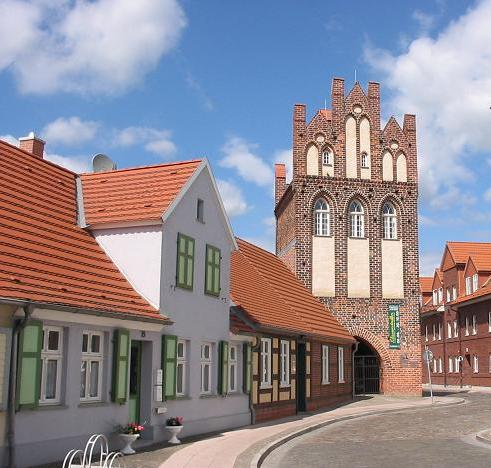
La porte de Pierre de Wittenberge.

Cette région est située entre le Brandebourg et le Mecklembourg et a été colonisée par les Germains, surtout après le XIIe siècle. La partie orientale était dominée par les comtes von Plotho et leurs vassaux, comme les seigneurs von Blumenthal et les seigneurs von Grabow. La partie occidentale était dominée par la famille Gans zu Putlitz et leurs vassaux, les seigneurs von Quitzow, appelés les « barons voleurs ». Quand Frédéric, comte de Zollern, devient margrave en 1411, il se heurte à l’opposition de la noblesse d’origine wende, soutenue par le duc de Mecklembourg, lui-même d’origine wende. Ils sont défaits à la bataille de Cremmer Dam par la noblesse germanique.
Le chemin de pèlerinage de Berlin à Wilsnack, qui était l’un des pèlerinages d’Europe du nord des plus importants avant la Réforme, était fort fréquenté ici du XIVe au XVIe siècle. Son but était l’église de Wilsnack, lieu du miracle des hosties, le 15 août 1383, lorsque le chevalier Henrich von Bülow découvrit dans les ruines de l’église incendiée, trois hosties sanglantes. Le pèlerinage prit fin, lorsque les protestants brûlèrent définitivement les hosties miraculeuses dans leur reliquaire, pour illustrer leur interdiction de la croyance en la transsubstantiation.